# ريتشارد توماس غيلفويل
ريتشارد توماس غيلفويل (بالإنجليزية: Richard Thomas Guilfoyle)‏ هو كاهن كاثوليكي أمريكي، ولد في 22 ديسمبر 1892 في بنسيلفانيا في الولايات المتحدة، وتوفي في 10 يونيو 1957.